# Tonino De Bernardi
Tonino De Bernardi, nacido en Chivasso el 24 de mayo de 1937, es un director de cine italiano.

## Biografía
Tras licenciarse en Literatura con Massimo Mila, con una tesis sobre el Stravinsky neoclásico, Tonino De Bernardi se incorporó en 1967 a la Cooperativa Cinema Indipendente Italiano, con sede primero en Nápoles y luego en Roma. En Turín colaboró con Paolo Menzio ("Il mostro verde", 16mm, a concurso en Knokke-le-Zoute 1967-68, EXPRMNTL, Festival de Cine Experimental) y Pia Epremian De Silvestris (ha sido actor, junto con Mariella Navale, en "Medea" y otras de sus películas, y Pia, a su vez, aparece en las de De Bernardi). En Roma, las películas de la Cooperativa se proyectaron a menudo en festivales organizados en el Filmstudio '70 (a partir de marzo de 1968). Participaron en la Cooperativa, entre otros, Giorgio Turi, Adamo Vergine, Alfredo Leonardi, Gianfranco Baruchello, Massimo Bacigalupo, quien se convertiría en amigo fundamental de Tonino y Mariella, Luca Patella, Piero Bargellini, Guido Lombardi y Anna Lajolo.
Las primeras películas en 8 mm de De Bernardi mostraban un mundo fantástico, onírico y floral (Vaso Etrusco, 1967, y Dèi, 1968). Más tarde compuso largas y meticulosas crónicas en blanco y negro de una vida errante entre países, amigos, colegas, hijas (Il quadrato. Definizione di spazio 8mm. 1971, el nacimiento de su hija mayor Giulietta, con su compañera Mariella Navale). En la década de 1990, comenzó a utilizar medios profesionales con el apoyo de producciones independientes y, ocasionalmente, de Rai3. En sus más de cincuenta años de actividad artística, Tonino De Bernardi ha trabajado con numerosos actores y actrices, entre ellos Iaia Forte, Anna Bonaiuto, Galatea Ranzi, Filippo Timi, Isabel Ruth, Tommaso Ragno e Isabelle Huppert, Lou Castel y Joana Preiss. Su cine pertenece a la vertiente independiente, y rara vez entra en la distribución comercial. No obstante, el cine de Tonino De Bernardi ha sido reconocido durante años a escala nacional e internacional como perteneciente al cine underground y experimental, en el que De Bernardi fue especialmente activo desde 1967 hasta principios de los años ochenta. Ha trabajado con todos los tipos de película y vídeo, hasta el digital. Ha fundado la productora turinesa Lontane Province Film, que dirige en Casalborgone.
Fue profesor de literatura en institutos de Casalborgone hasta 1992.

## Filmografía

### Director
- 1968 : Dei
- 1987 : Elettra
- 1993 : Uccelli di terra/Uccelli che vanno
- 1993 : Uccelli mendichi, uccelli d'amore, uccelli perduti
- 1994 : Piccoli orrori
- 1997 : Sorrisi asmatici, parte tercera
- 1997 : Sorrisi asmatici - Fiori del destino
- 1999 : Appassionate
- 2000 : Rosatigre
- 2001 : Fare la Vita
- 2002 : Elle (Lei)
- 2003 : La strada nel bosco
- 2003 : Serva e padrona
- 2004 : Marlene de Sousa
- 2006 : Accoltellati
- 2007 : Médée Miracle
- 2008 : Pane / Piazza delle Camelie
- 2009 : Passione di Giovanni
- 2010 : Butterfly - L'attesa
- 2011 : Materiale per Hellas
- 2011 : Ed è così. Circa. Più o meno
- 2012 : Iolanda tra bimba e corsara
- 2012 : Casa dolce casa
- 2013 : Hotel de l'Univers
- 2014 : Jour et nuit, delle donne e degli uomini perduti
- 2015 : Il sogno dell'India - Quarant'anni dopo
- 2016 : Mudar De Vida / Libera vita
- 2018 : Ifigenia in Aulide
- 2019: Resurrezione

### Actor
- 2002 : Aprimi il cuore : un cliente
- 1997 : Cinque giorni di tempesta
- 1992 : Cinématon #1542 : él mismo
- 1988 : La staticità di un corpo (cortometraje)

## Premios
- Festival Internacional de Cine de Venecia, Nominación Mejor película Premio Orizzonti, Médée miracle, 2007
- Festival Internacional de Cine de Venecia, Nominación León de Oro, Appassionate, 1999
- Festival de Cine de Taormina, Mención Especial, Piccoli orrori, 1994
- Festival de Cine de Taormina, Nominación Golden Charybdis, Piccoli orrori, 1994
- Torino Film Festival, Nominación Mejor película italiana de ficción, Uccelli mendichi, uccelli d'amore, uccelli perduti, 1993
- Torino Film Festival, Nominación Mejor película italiana, Leçons de ténèbres n. 2 e 3, 1991
- World Wide Video Festival, La Haya, Primer Premio (ex-aequo con Jean-Luc Godard), 1989
- Torino Film Festival, Nominación Mejor largometraje, Elettra, 1987